# Calyptranthes amarulenta
Calyptranthes amarulenta är en myrtenväxtart som beskrevs av Bruce K. Holst. Calyptranthes amarulenta ingår i släktet Calyptranthes och familjen myrtenväxter.
Artens utbredningsområde är Nicaragua. Inga underarter finns listade i Catalogue of Life.